# Всероссийский центральный исполнительный комитет
Всероссийский центральный исполнительный комитет (ВЦИК) — высший, наряду со Всероссийским съездом Советов, законодательный, распорядительный и контролирующий орган государственной власти Российской Советской Республики и РСФСР до 1938 года.
Избирался Всероссийским съездом Советов и действовал в периоды между съездами, с 1918 года для реализации решений съезда, формировал Совет народных комиссаров РСФСР.
До образования СССР в состав ВЦИК также входили представители Украинской Социалистической Советской Республики и Социалистической Советской Республики Белоруссии, которые избирались на республиканских съездах Советов. ВЦИК, избранный IX Всероссийским съездом Советов, включал помимо представителей Украины и Белоруссии делегатов от Закавказских республик. С ноября 1917 года между сессиями ВЦИКа его функции осуществлялись Президиумом, оперативным органом ВЦИК. Всего состоялось 33 сессии ВЦИК продолжительностью от 1 до 15 дней. Аппарат ВЦИК состоял из Президиума, Бюро и около 20 отделов.
ВЦИК был упразднён в 1938 году в связи с принятием новой конституции РСФСР.

## Общая характеристика
Особенности ВЦИК характеризует его важнейший идеолог В. И. Ленин, замечая, что он «даёт возможность соединять выгоды парламентаризма с выгодами непосредственной и прямой демократии, то есть соединять в лице выборных представителей народа и законодательную функцию, и исполнение законов».
Во время становления государственного аппарата РСФСР не существовало чёткого разделения в компетенции органов государственной власти. Важной причиной этому было и то, что «теория советского государства, отрицая буржуазный принцип разделения власти, признавала необходимость технического разделения труда между отдельными органами власти Российской Советской Республики».
Разделение полномочий было сформулировано лишь в 1920 году на VIII Всероссийском съезде Советов в Постановлении «О советском строительстве». Издание законодательных актов, согласно документу, осуществляли: Всероссийский съезд Советов, ВЦИК, Президиум ВЦИК и СНК. Другим постановлением Съезда Советов акты Совета труда и обороны (СТО) были признаны обязательными для ведомств, региональных и местных органов.
Множественность законодательных актов и, порой, дублирование функций было вызвано условиями гражданской войны и иностранной интервенции, поскольку данная ситуация требовала повышенной оперативности принятия решений и издания законодательных актов. При этом наличие целого ряда законодательных органов не вносило коллизий в законодательную базу РСФСР благодаря чётко сформулированной Конституцией РСФСР 1918 года ответственности ВЦИКа перед Всероссийским съездом Советов, Президиума ВЦИК перед ВЦИК, СНК перед Всероссийским съездом Советов, ВЦИК и Президиумом ВЦИК.
В мае 1925 года ВЦИК разработал Конституцию РСФСР (утверждена XII Всероссийским съездом Советов в мае 1925), сформировав конституционную комиссию в составе Д. И. Курского, Н. В. Крыленко, В. А. Аванесова, А. С. Енукидзе, П. И. Стучки и других.
Конституция окончательно утвердила систему центральных и местных органов государственной власти и управления РСФСР: всероссийских съездов Советов, ВЦИКа, его Президиума, СНК, наркоматов.
С 1925 по 1937 год аппарат ВЦИК имел следующую структуру:
- отделы
- секретариат Президиума ВЦИК
- приёмная Председателя ВЦИКа.

При ВЦИК и Президиуме ВЦИК существовал ряд общереспубликанских органов (в прессе — комиссии, комитеты, управления). Некоторые непосредственно выполняли функции ВЦИК, другие были ориентированы на узкую специфику: задачи национального строительства у народов, входящих в состав РСФСР; культурного строительства; повышения жизненного уровня трудящихся; по решению некоторых конкретных народно-хозяйственных задач (по данным СУ, 1922, № 69, ст. 902.).
В 1922 года образован Верховный Суд РСФСР, состав которого назначался Президиумом ВЦИК. С созданием в июне 1933 года Прокуратуры РСФСР, прокурор РСФСР был так же подчинён ВЦИК, помимо СНК РСФСР, Наркома юстиции и прокурора СССР (согласно данным СЗ, 1934, № 1, ст. 2.).
По мнению С. С. Войтикова, после избрания на пост председателя Президиума ВЦИК М. И. Калинина должность стала чисто декоративной, а сам ВЦИК стал формальным, не обладающим реальной властью органом.
Согласно новой Конституции РСФСР (1937) высшим органом государственной власти РСФСР стал Верховный Совет РСФСР.

## Состав
Избранный 27 октября (9 ноября) 1917 года на Втором съезде Советов рабочих и солдатских депутатов ВЦИК состоял из 101 человека. Среди них было 62 большевика, 29 левых эсеров, 6 меньшевиков-интернационалистов, 3 украинских социалиста и 1 эсер-максималист.
В ноябре 1917 года произошло объединение ВЦИК и Исполкома съезда Советов крестьянских депутатов. В объединённый ВЦИК вошли 108 членов крестьянского Исполкома: 82 левых эсера, 16 большевиков, 3 эсера-максималиста, 1 меньшевик-интернационалист, 1 анархист и 5 «прочих». В результате левых эсеров в составе ВЦИК оказалось больше, чем большевиков. Однако согласно решению, принятому ещё в июне, в состав ВЦИК были дополнительно введены 80 представителей армии, 20 представителей флота и 50 представителей профсоюзов. Таким образом с 25 ноября большевики вновь составили большинство ВЦИК.
В январе 1918 года Третий Всероссийский съезд Советов рабочих, солдатских, крестьянских и казачьих депутатов избрал ВЦИК в составе 326 человек, среди которых было 169 большевиков, 132 левых эсера, 5 эсеров-максималистов, 5 правых эсеров, 4 анархиста, 4 меньшевика-интернационалиста, 2 меньшевика (Ф. Дан и Ю. Мартов).
14 июня 1918 года правые эсеры и меньшевики были исключены из очередного состава ВЦИК как контрреволюционеры.
По итогам Пятого Всероссийского Съезда Советов рабочих, солдатских, крестьянских и казачьих депутатов было принято решение исключить из ВЦИК левых эсеров.
В последующих составах ВЦИК иногда допускалось единичное представительство других партий (пока остатки многопартийности не были окончательно ликвидированы в стране).

## Законодательная деятельность
ВЦИК вёл активную разработку законопроектов и издавал большой объём законодательных актов.
К примеру, следующие документы были разработаны и приняты ВЦИК:
- Декрет ВЦИК, СНК РСФСР «Об уничтожении сословий и гражданских чинов» от 10.11.1917[12]
- Декрет «О национализации банков» от 14 декабря 1917 года[13]
- Декрет «О гражданском браке, о детях и о ведении книг актов состояния» от 18 декабря 1917 года[14] и Декрет «о расторжении брака» от 19 декабря 1917 года[15]
- Декрет «О страховании на случай болезни» от 22.12.1917[16]
- Декрет «О государственном издательстве» от 29.12.1917[17]
- Постановление «О признании контр-революционным действием всех попыток присвоить себе функции государственной власти» от 5 января 1918 года[18]
- Декрет «О роспуске Учредительного собрания» от 6 января 1918 года[19]
- Декрет «Об аннулировании государственных займов» от 21 января 1918 года
- Декрет «Об отмене наследования» от 27 апреля 1918 года
- Декрет «О суде» № 2 от 7 марта 1918 года
- Декрет «Об отмене прав частной собственности на недвижимости в городах» от 20 августа 1918 года[20]
- Кодекс законов об актах гражданского состояния, брачном, семейном и опекунском праве от 16 сентября 1918 года
- Кодекс законов о труде от 9 ноября 1922 года
- Уголовно-процессуальный кодекс РСФСР от 22 мая 1922 года
- Уголовный кодекс РСФСР от 1 июня 1922 года, УК РСФСР от 22 ноября 1926 года
- Исправительно-трудовой кодекс РСФСР от 16 октября 1924 года и ИТК РСФСР от 1 августа 1933 года

и др.

## Председатели ВЦИК
- Чхеидзе Николай Семёнович (24 июня (7 июля) 1917 — 27 октября (9 ноября) 1917) (как глава общественной организации)
- Каменев, Лев Борисович (27 октября (9 ноября) 1917 — 8 (21) ноября 1917) (первый глава ВЦИК как органа власти)
- Свердлов, Яков Михайлович (8 (21) ноября 1917 — 16 марта 1919)
- Владимирский, Михаил Фёдорович (16 марта 1919 — 30 марта 1919) (и. о. председателя ВЦИК)
- Калинин, Михаил Иванович (30 марта 1919 — 15 июля 1938)

После смерти Я. М. Свердлова, обладавшего в партии большим авторитетом, вопрос о кандидатуре на пост председателя рассматривался на Пленуме ЦК РКП(б) 25 марта 1919 год. Были предложены кандидатуры Ф. Э. Дзержинского, М. И. Калинина, Н. Н. Крестинского, А. Г. Белобородова, В. И. Невского и представителя облисполкома Западной области и фронта Иванова. За кандидатуру Калинина проголосовало 7, против — 4, воздержалось — 2.

## Секретари ВЦИК
- Аванесов Варлаам Александрович (Мартиросов Сурен Карпович) (10(11).1917 — 1918) (1884—1930)
- Енукидзе Авель Сафронович (7.1918 — 12.1922) (1877—1937)
- Серебряков Леонид Петрович (1919—1920) (1888—1937)
- Залуцкий Пётр Антонович (1920—1922) (1887—1937)
- Томский (Ефремов) Михаил Павлович (12.1921 — 12.1922) (1880—1936)
- Сапронов Тимофей Владимирович (12.1922 — 1923) (1887—1937)
- Киселёв Алексей Семёнович (1924—1937) (1879—1937)

## Президиум ВЦИК
Сформирован на заседании ВЦИК 2 ноября 1917 года в качестве постоянно действующего оперативного органа власти. С переходом ВЦИК на сессионный порядок работы фактически стал органом верховной власти в период между сессиями. Конституционно положение о Президиуме ВЦИК было закреплено 9 декабря 1919 года декретом «О советском строительстве» VII съезда Советов. Согласно ему Президиум руководил заседаниями ВЦИК, подготавливал материалы к ним, вносил проекты декретов на рассмотрение пленума ВЦИКа, наблюдал за выполнением его постановлений.
29 декабря 1920 года декретом «О советском строительстве» VIII съезда Советов Президиуму ВЦИК было дополнительно предоставлено право отменять постановления СНК РСФСР, издавать постановления от имени ВЦИК и решать вопросы административно-хозяйственного деления.
По Конституции РСФСР 1925 года Президиум ВЦИК являлся высшим законодательным, распорядительным и контролирующим органом власти РСФСР в период между сессиями ВЦИК. Избирался ВЦИК очередного созыва.
Ликвидирован 3 декабря 1938 года.

### Партийный состав
Изначально, на I Всероссийском съезде Советов рабочих и солдатских депутатов, в состав Президиума ВЦИК входили представители ряда партий. После октябрьского восстания в Петрограде правые эсеры и меньшевики отказались от участия в работе Президиума, вместо них в его состав вошли представители левых эсеров, а также большевиков, открывших II съезд Советов. После событий 6—7 июля 1918 года партия левых эсеров была объявлена вне закона, а её представители исключены из советов.

### Аппарат Президиума
Первоначально аппарат Президиума ВЦИК состоял из отделов, в большинстве своём не имевших чётких и законодательно оформленных положений. В состав аппарата Президиума в 1917—1921 годах входили следующие подразделения:
- военный отдел (1917—1918)
- финансовый отдел (1917—1938)
- хозяйственно-продовольственный отдел (1917—1938)
- автомобильный отдел (1917—1922)
- крестьянский отдел (1918—1922)
- кассационный отдел (1918—1922)
- казачий отдел (1918—1921)
- отдел советской пропаганды (1918 год)
- отдел национальностей (1919—1937)
- отдел связи (1919—1922)
- врачебно-санитарный отдел (1917 год)
- справочный стол (1917—1918)
- управление Кремлём и домами ВЦИКа (1919—1921).

13 июня 1921 года аппарат был реорганизован постановлением Президиума ВЦИК. Он состоял из:
- управления делами ВЦИКа
  - секретариаты Президиума ВЦИКа и Председателя ВЦИКа,
  - общий отдел
  - финансово-учетный отдел
  - хозяйственный отдел
  - архив
- организационного отдела
  - подотдел связи с местами,
  - организационный подотдел
  - статистический подотдел
  - редакционный подотдел
- отдела частных заявлений
- транспортного отдела
- комендатуры Кремля
- клуба
- библиотеки
- автобоевого отряда.

В дальнейшем структура аппарата неоднократно менялась. К моменту расформирования она имела следующий вид:
- секретариат Президиума ВЦИК
- приёмная Председателя ВЦИКа
- финансовый отдел
- сектор кадров
- хозяйственный отдел
- инструкторско-информационная группа.